# Tiro alla fune ai Giochi mondiali 2022
Le competizioni di 5iro alla fune  ai Giochi mondiali 2022 si sono svolte dal 14 al 16 luglio 2022 alla Università dell'Alabama a Birmingham di Birmingham in Alabama, negli Stati Uniti d'America. L'evento era originariamente stato calendarizzato nel luglio 2021, ma i Giochi mondiali sono stati riprogrammati per l'anno successivo a seguito del rinvio dei Giochi olimpici estivi di Tokyo 2020, dovuto all'insorgere dell'emergenza sanitaria causata dalla pandemia di COVID-19.

## Podi
| Specialità                  | Oro           | Argento     | Bronzo      |
| Torneo maschile (dettagli)  | Svizzera      | Regno Unito | Belgio      |
| Torneo femminile (dettagli) | Taipei cinese | Svezia      | Svizzera    |
| Torneo misto (dettagli)     | Regno Unito   | Germania    | Paesi Bassi |

## Medagliere
| Posiz. | Nazione       | Oro | Argento | Bronzo | Totale |
| ------ | ------------- | --- | ------- | ------ | ------ |
| 1      | Regno Unito   | 1   | 1       | 0      | 2      |
| 2      | Svizzera      | 1   | 0       | 1      | 2      |
| 3      | Taipei cinese | 1   | 0       | 0      | 1      |
| 4      | Germania      | 0   | 1       | 0      | 1      |
| 4      | Svezia        | 0   | 1       | 0      | 1      |
| 6      | Belgio        | 0   | 0       | 1      | 1      |
| 6      | Paesi Bassi   | 0   | 0       | 1      | 1      |
| Totale | Totale        | 3   | 3       | 3      | 9      |